# Construção de nação
Construção de nação é o processo de consolidação de uma identidade nacional usando o poder do Estado. É assim mais estreito do que o fenômeno caracterizado pelo acadêmico australiano Paul James como "formação de nação", o amplo processo através do qual as nações vêm a existir. A construção da nação visa a unificação das pessoas dentro do Estado para que este permaneça politicamente estável, viável e coeso no longo prazo. De acordo com Harris Mylonas, "a autoridade legítima nos Estados nacionais modernos está ligada ao governo popular, às maiorias. A construção da nação é o processo através do qual essas maiorias são construídas".
Os construtores de nação são aqueles membros de um Estado que tomam a iniciativa de desenvolver a comunidade nacional com programas do governo, incluindo o recrutamento militar e a escolaridade maciça do conteúdo nacional. A construção de uma nação pode envolver o uso de propaganda ou o desenvolvimento de infraestrutura principal para promover a harmonia social e o crescimento econômico.